# Cissampelos owariensis
Espèce
Synonymes
- Cissampelos insignis Alston[1]
- Cissampelos macrosepala Diels[1]
- Cissampelos owariensis var. asperifolia Welw. ex Hiern[1]
- Cissampelos pareira var. owariensis (P.Beauv. ex DC.) Oliv.[1]
- Cissampelos robertsonii Exell[1]

Cissampelos owariensis est une espèce de plantes à fleurs de la famille des Menispermaceae.

## Liste des variétés
Selon Tropicos (14 août 2017) :
- variété Cissampelos owariensis var. asperifolia Welw. ex Hiern